# 3850 Peltier
3850 Peltier este un asteroid din centura principală, descoperit pe 7 octombrie 1986, de Edward Bowell.